# Agencia Japonesa de Exploración Aeroespacial
La Agencia Japonesa de Exploración Aeroespacial (en inglés: Japan Aerospace Exploration Agency (JAXA) (国立研究開発法人宇宙航空研究開発機構 Kokuritsu-kenkyū-kaihatsu-hōjin Uchū Kōkū Kenkyū Kaihatsu Kikō?, literalmente «Agencia Nacional de Investigación y Desarrollo sobre Investigación y Desarrollo Aeroespacial») es la agencia espacial y aeroespacial nacional japonesa. Mediante la fusión de tres organizaciones previamente independientes, JAXA se formó el 1 de octubre de 2003. JAXA es responsable de la investigación, el desarrollo tecnológico y el lanzamiento de satélites en órbita, y está involucrada en muchas misiones más avanzadas como la exploración de asteroides y la posible exploración humana de la Luna. Su lema es One JAXA y su eslogan corporativo es Explore to Realize (anteriormente Reaching for the skies, exploring space («Alcanzando los cielos, explorando el espacio»)).

## Historia

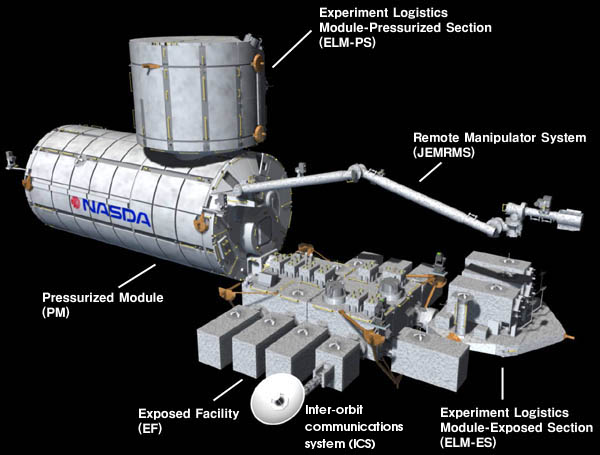
Kibo, el módulo de mayor tamaño en la EEI.

El 1 de octubre de 2003, tres organizaciones se fusionaron para formar el nuevo JAXA: el Instituto de Ciencia Espacial y Astronáutica de Japón (ISAS), el Laboratorio Nacional Aeroespacial de Japón (NAL) y la Agencia Nacional de Desarrollo Espacial de Japón (NASDA). JAXA se formó como una institución administrativa independiente administrada por el Ministerio de Educación, Cultura, Deportes, Ciencia y Tecnología (MEXT) y el Ministerio de Asuntos Internos y Comunicaciones (MIC).
Antes de la fusión, ISAS fue responsable de la investigación espacial y planetaria, mientras que NAL se centró en la investigación de la aviación. NASDA, que se fundó el 1 de octubre de 1969, había desarrollado cohetes, satélites y también había construido el Módulo de Experimentación Japonés. La antigua sede de NASDA estaba ubicada en el sitio actual del Centro Espacial Tanegashima, en la isla Tanegashima, a 115 kilómetros al sur de Kyūshū. NASDA también entrenó a astronautas japoneses, que volaron con los transbordadores espaciales estadounidenses.
La Ley Espacial Básica se aprobó en 2008, y la autoridad jurisdiccional de JAXA se trasladó de MEXT a la Sede Estratégica para el Desarrollo del Espacio (SHSD) en el Gabinete, dirigida por el primer ministro. En 2016, la Secretaría de Política Espacial Nacional (NSPS) creó el Gabinete.
La planificación de misiones de investigación interplanetaria puede llevar hasta siete años, como el ASTRO-E. Debido al tiempo de retraso entre estos eventos interplanetarios y el tiempo de planificación de la misión, podrían perderse oportunidades para obtener nuevos conocimientos sobre el cosmos. Para evitar esto, JAXA planea usar misiones más pequeñas y rápidas desde 2010 en adelante.
En 2012, la nueva legislación extendió el mandato de JAXA con fines pacíficos solo para incluir algo de desarrollo espacial militar, como los sistemas de alerta temprana de misiles. El control político de JAXA pasó de MEXT a la Oficina del Gabinete del primer ministro a través de una nueva Oficina de Estrategia Espacial.

## Organización

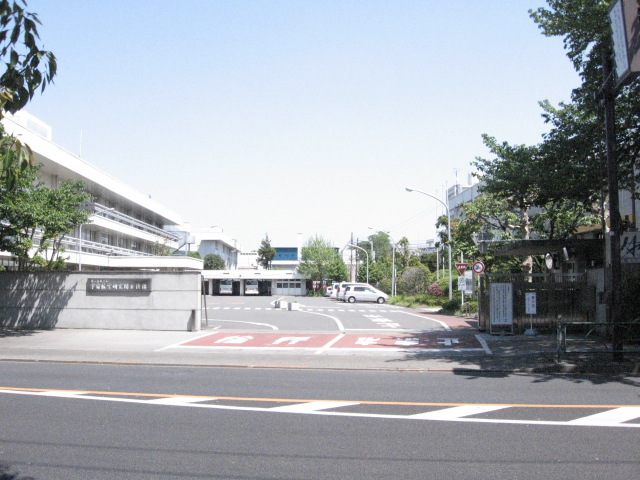
Oficina central

JAXA está compuesto por las siguientes organizaciones:
- Dirección de Tecnología Espacial I
- Dirección de Tecnología Espacial II
- Dirección de Tecnología de Vuelo Espacial Humano
- Dirección de Investigación y Desarrollo
- Dirección de Tecnología Aeronáutica
- Instituto de Ciencia Espacial y Astronáutica (ISAS)
- Centro de Innovación de Exploración Espacial

JAXA tiene centros de investigación en muchos lugares de Japón y algunas oficinas en el extranjero. Su sede se encuentra en Chōfu, Tokio. También tiene:
- Centro de Investigación de Observación de la Tierra (EORC), Tokio
- Centro de Observación de la Tierra (EOC) en Hatoyama, Saitama
- Centro de Pruebas Noshiro (NTC) en Noshiro, Akita - Establecido en 1962. Lleva a cabo el desarrollo y prueba de motores de cohetes.
- Centro de Globos Sanriku (SBC): se han lanzado globos desde este sitio desde 1971.
- Centro Espacial Kakuda (KSPC) en Kakuda, Miyagi: lidera el desarrollo de motores de cohetes. Trabaja principalmente con el desarrollo de motores de combustible líquido.
- Campus Sagamihara (ISAS) - Desarrollo de equipos experimentales para cohetes y satélites. También edificios administrativos.
- Centro espacial Tanegashima: actualmente el sitio de lanzamiento de los cohetes H-IIA y H-IIB.
- Centro Espacial Tsukuba (TKSC) en Tsukuba. Este es el centro de la red espacial de Japón. Está involucrado en la investigación y el desarrollo de satélites y cohetes, y en el seguimiento y control de satélites. Desarrolla equipos experimentales para el Módulo de Experimentación Japonés ("Kibo"). El entrenamiento de astronautas también tiene lugar aquí. Para las operaciones de la Estación Espacial Internacional (EEI), el Equipo de Control de Vuelo Japonés está ubicado en el Centro de Integración y Promoción de la Estación Espacial (SSIPC) en Tsukuba. SSIPC se comunica regularmente con los miembros de la tripulación de la EEI a través del audio de banda S.[7]
- Centro Espacial Uchinoura: actualmente el sitio de lanzamiento del cohete Epsilon.

## Cohetes
JAXA usa el cohete H-IIA (H "dos" A) del antiguo cuerpo NASDA y su variante H-IIB para lanzar satélites de prueba de ingeniería, satélites meteorológicos, etc., para misiones científicas como astronomía de rayos X, JAXA usa el cohete Epsilon. Para experimentos en la atmósfera superior, JAXA utiliza los cohetes de sondeo SS-520, S-520 y S-310.

## Éxitos
Antes del establecimiento de JAXA, ISAS había tenido más éxito en su programa espacial en el campo de la astronomía de rayos X durante las décadas de 1980 y 1990. Otra área exitosa para Japón ha sido la interferometría de muy larga base (VLBI) con la misión HALCA. Se logró un éxito adicional con la observación solar y la investigación de la magnetosfera, entre otras áreas.
NASDA estuvo principalmente activo en el campo de la tecnología satelital de comunicaciones. Sin embargo, dado que el mercado de satélites de Japón está completamente abierto, la primera vez que una compañía japonesa ganó un contrato para un satélite de comunicaciones civil fue en 2005. Otro foco principal del organismo NASDA es la observación del clima terrestre.
JAXA fue galardonado con el Premio John L. "Jack" Swigert, Jr. de la Fundación Espacial para la Exploración Espacial en 2008.

## Lanzamiento de desarrollo

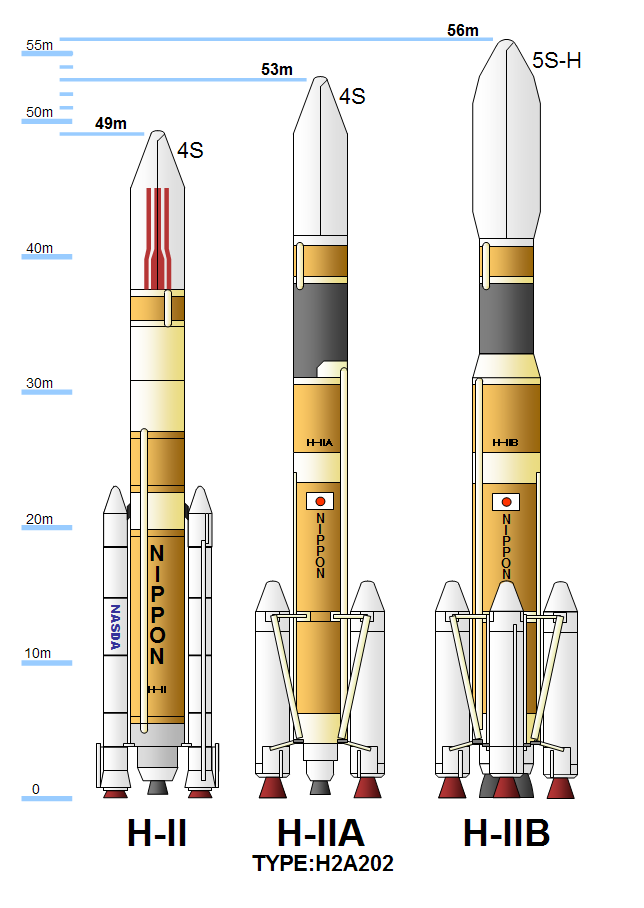
H-IIA & H-IIB

### Historia de cohetes
Japón lanzó su primer satélite, Ohsumi, en 1970, utilizando el cohete L-4S de ISAS. Antes de la fusión, ISAS utilizaba pequeños vehículos de lanzamiento de combustible sólido, mientras que NASDA desarrollaba lanzadores de combustible líquido más grandes. Al principio, NASDA usaba modelos estadounidenses con licencia. El primer modelo de vehículo de lanzamiento de combustible líquido desarrollado localmente en Japón fue el H-II, presentado en 1994. Sin embargo, a fines de la década de 1990, con dos fallas de lanzamiento H-II, la tecnología de cohetes japoneses comenzó a enfrentar críticas.

### Primeras misiones H-IIA
La primera misión espacial de Japón bajo JAXA, un lanzamiento de cohete H-IIA el 29 de noviembre de 2003, terminó en fracaso debido a problemas de estrés. Después de una pausa de 15 meses, JAXA realizó un lanzamiento exitoso de un cohete H-IIA desde el Centro Espacial Tanegashima, colocando un satélite en órbita el 26 de febrero de 2005.

### Cohete Epsilon
Para poder lanzar una misión más pequeña en JAXA, se desarrolló un nuevo cohete de combustible sólido, el Epsilon como reemplazo del M-V retirado. El primer vuelo tuvo éxito en 2013. Hasta ahora, el cohete ha volado cuatro veces sin fallas de lanzamiento.

### Misión orbital SS-520
En enero de 2017, JAXA intentó y no logró poner en órbita un satélite en miniatura sobre uno de sus cohetes de la serie SS520. Un segundo intento el 2 de febrero de 2018 fue exitoso, colocando un CubeSat de diez libras en la órbita terrestre. El cohete, conocido como SS-520-5, es el lanzador orbital más pequeño del mundo.

## Misiones lunares e interplanetarias.
Las primeras misiones de Apan más allá de la órbita de la Tierra fueron los satélites de observación del cometa Halley de 1985 Sakigake (MS-T5) y Suisei (PLANET-A). Para prepararse para futuras misiones, ISAS probó el movimiento de la Tierra por órbitas con la misión Hiten en 1990. La primera misión interplanetaria japonesa fue el orbitador de Marte, Nozomi (PLANET-B), que se lanzó en 1998. Pasó Marte en 2003, pero no pudo llegar a la órbita marciana debido a fallas en los sistemas de maniobras anteriores en la misión. Sin embargo, para el año fiscal 2008 JAXA planea establecer un grupo de trabajo independiente dentro de la organización. El nuevo jefe de este grupo será el gerente de proyecto de Hayabusa, Kawaguchi.
Misiones activas: PLANET-C, IKAROS, Hayabusa 2, BepiColombo, SLIM, LEV-1, LEV-2,
En desarrollo: MMX, DESTINY+, 
Retirado: PLANET-B, SELENE, MUSES-C
Cancelado: LUNAR-A

### Exploración de cuerpos pequeños: misión Hayabusa

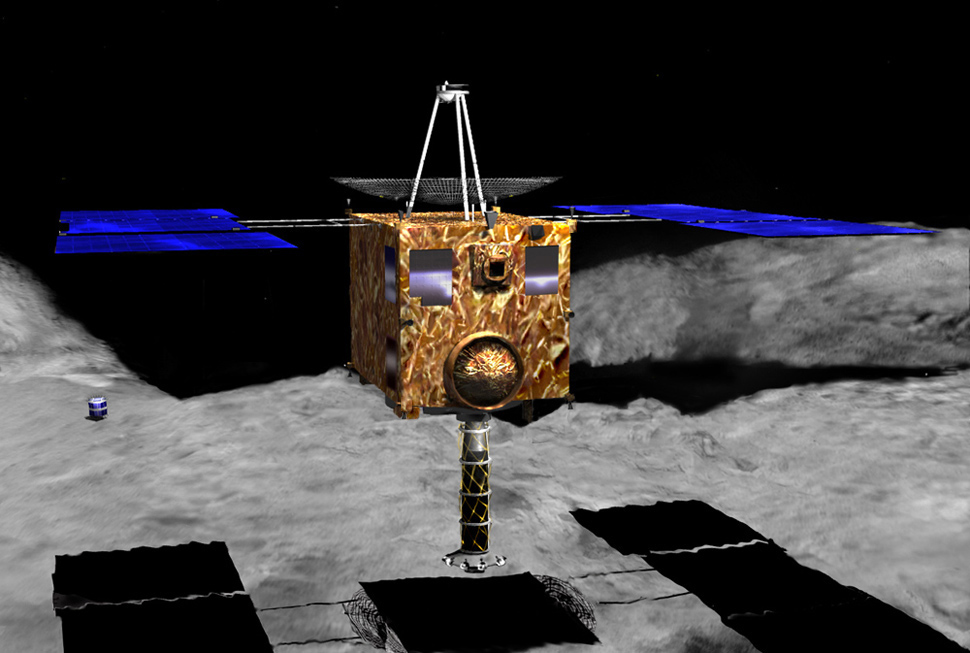
Hayabusa

El 9 de mayo de 2003, se lanzó Hayabusa (que significa halcón peregrino) desde un cohete M-V. El objetivo de la misión era recolectar muestras de un pequeño asteroide cercano a la Tierra llamado 25143 Itokawa. La nave se reunió con el asteroide en septiembre de 2005. Se confirmó que la nave espacial aterrizó con éxito en el asteroide en noviembre de 2005, después de cierta confusión inicial con respecto a los datos entrantes. Hayabusa regresó a la Tierra con muestras del asteroide el 13 de junio de 2010.

### Exploraciones lunares
Después de Hiten en 1990, ISAS planeó una misión de penetración lunar llamada LUNAR-A, pero después de retrasos debido a problemas técnicos, el proyecto se terminó en enero de 2007. El diseño del penetrador del sismómetro para LUNAR-A puede reutilizarse en una misión futura.
El 14 de septiembre de 2007, JAXA logró lanzar el explorador de órbita lunar Kaguya, también conocido como SELENE (que costó 55 mil millones de yenes, incluido el vehículo de lanzamiento), la misión más grande desde el programa Apolo, en un cohete H-2A. Su misión es recopilar datos sobre el origen y la evolución de la Luna. Entró en órbita lunar el 4 de octubre de 2007. Después de 1 año y 8 meses, impactó la superficie lunar el 10 de junio de 2009 a las 18:25 UTC.
JAXA planea lanzar su primera misión de superficie lunar, SLIM (Smart Lander for Investigating Moon) en un cohete Epsilon en el año fiscal 2019. Ese mismo año, cerraron un acuerdo con al fabricante Toyota para la construcción del Lunar Cruiser, un vehículo presurizado para la exploración de dicho satélite.

### Exploración planetaria
Las misiones planetarias de Japón hasta ahora se han limitado al sistema solar interior, y se ha puesto énfasis en la investigación magnetosférica y atmosférica. El explorador de Marte Nozomi (PLANET-B), que ISAS lanzó antes de la fusión de los tres institutos aeroespaciales, se convirtió en una de las primeras dificultades que enfrentó el JAXA recién formado. Nozomi finalmente pasó a 1000 km de la superficie de Marte. El 20 de mayo de 2010, un vehículo de lanzamiento H-2A lanzó el Venus Climate Orbiter Akatsuki (PLANET-C) y el demostrador de vela solar IKAROS.
El 7 de diciembre de 2010, Akatsuki no pudo completar su maniobra de inserción en la órbita de Venus. Akatsuki finalmente entró en la órbita de Venus el 7 de diciembre de 2015, convirtiéndose en la primera nave espacial japonesa en orbitar otro planeta, dieciséis años después de la inserción orbital planeada originalmente de Nozomi. Uno de los principales objetivos de Akatsuki es descubrir el mecanismo detrás de la súper rotación de la atmósfera de Venus, un fenómeno en el que los vientos superiores de las nubes en la troposfera circulan alrededor del planeta más rápido que la velocidad de rotación de Venus. Todavía se ha encontrado una explicación detallada de este fenómeno.
JAXA/ISAS formó parte de la propuesta de la misión internacional Laplace Jupiter desde su fundación. Se buscó una contribución japonesa en forma de un orbitador independiente para investigar la magnetosfera de Júpiter, JMO (Orbitador Magnetosférico de Júpiter). Aunque JMO nunca abandonó la fase de concepción, los científicos de ISAS verán que sus instrumentos llegan a Júpiter en la misión JUICE (Jupiter Icy Moon Explorer) dirigida por la ESA. JUICE es una reformulación del orbitador ESA Ganymede del proyecto Laplace. La contribución de JAXA incluye el suministro de componentes de los instrumentos RPWI (Radio & Plasma Wave Investigation), PEP (Particle Environment Package), GALA (GAnymede Laser Altimeter).
JAXA está revisando una nueva misión de nave espacial al sistema marciano; Una misión de retorno de muestra a Phobos llamada MMX (Martian Moons Explorer). Revelado por primera vez el 9 de junio de 2015, el objetivo principal de MMX es determinar el origen de las lunas marcianas. Además de recolectar muestras de Phobos, MMX realizará una detección remota de Deimos, y también puede observar la atmósfera de Marte. A partir de enero de 2016, MMX se lanzará en el año fiscal 2022.

### Investigación de velas solares
El 9 de agosto de 2004, ISAS desplegó con éxito dos prototipos de velas solares desde un cohete sonda. Se desplegó una vela tipo trébol a 122 km de altitud y una vela tipo abanico a 169 km de altitud. Ambas velas utilizaron una película de 7,5 micrómetros de espesor.
ISAS probó nuevamente una vela solar como subcarga útil para la misión Akari (ASTRO-F) el 22 de febrero de 2006. Sin embargo, la vela solar no se desplegó por completo. ISAS probó nuevamente una vela solar como una subcarga útil del lanzamiento de SOLAR-B el 23 de septiembre de 2006, pero se perdió el contacto con la sonda. La vela solar IKAROS se lanzó el 21 de mayo de 2010. La vela solar se desplegó con éxito. El objetivo es tener una misión de vela solar a Júpiter después de 2020.

## Programa de astronomía
La primera misión de astronomía japonesa fue el satélite de rayos X Hakucho (Corsa-B), que se lanzó en 1979. Posteriormente, ISAS pasó a la observación solar, la radioastronomía a través del espacio VLBI y la astronomía infrarroja. Las misiones activas son SOLAR-B, MAXI, SPRINT-A y CALET. Las misiones en desarrollo son XRISM. Las misiones retiradas son ASTRO-F, ASTRO-EII y ASTRO-H. ASTRO-G es una misión cancelada.

### Astronomía infrarroja

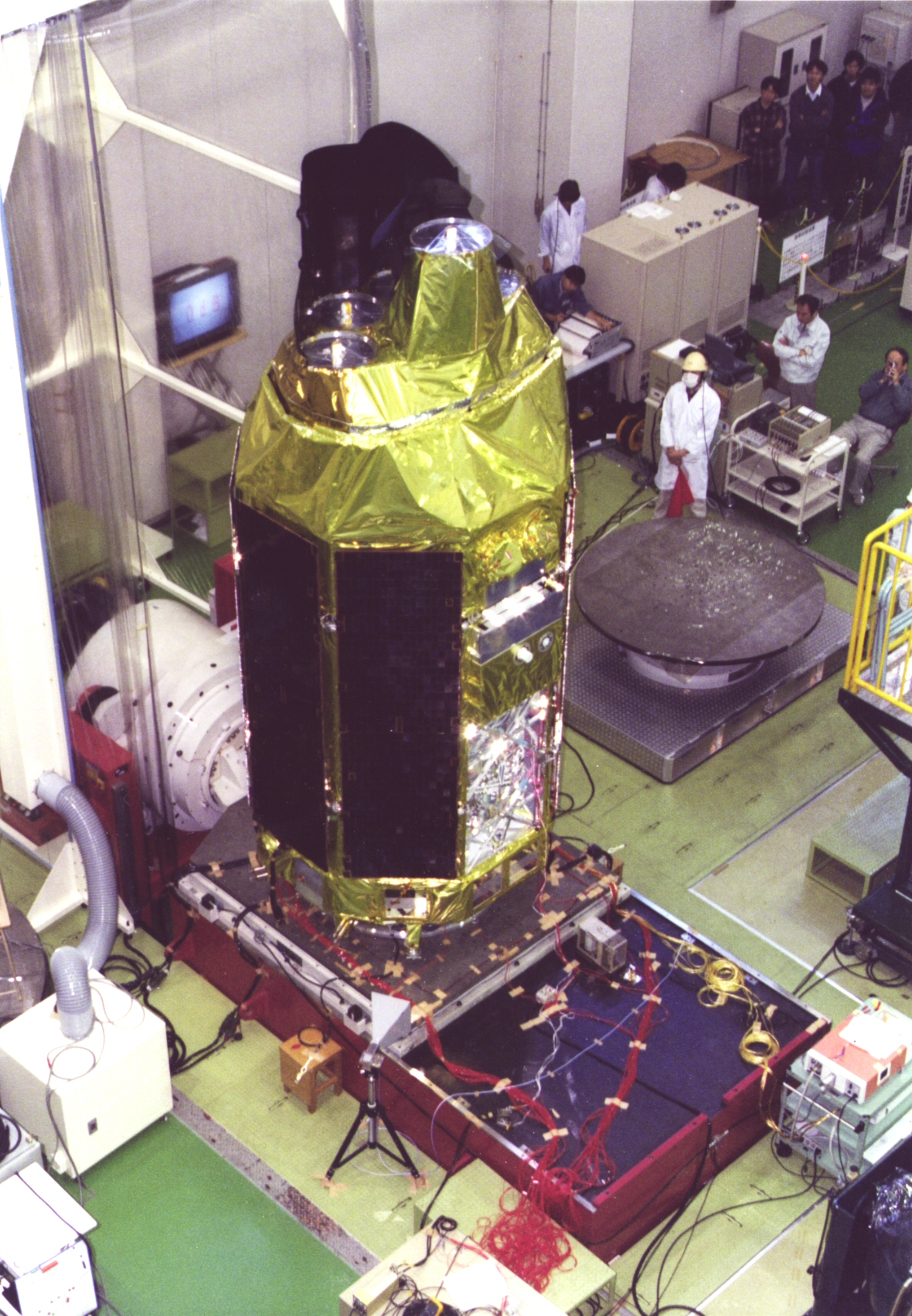
ASTRO-E

La primera misión de astronomía infrarroja de Japón fue el telescopio IRTS de 15 cm que fue parte del satélite multipropósito SFU en 1995. IRTS escaneó durante su vida de un mes alrededor del 7 % del cielo antes de que SFU fuera traído de vuelta a la Tierra por el transbordador espacial. Durante la década de 1990, JAXA también brindó apoyo en tierra para la misión infrarroja del Observatorio Espacial Infrarrojo (ISO) de la ESA.
El siguiente paso para JAXA fue la nave espacial Akari, con la designación previa al lanzamiento ASTRO-F. Este satélite se lanzó el 21 de febrero de 2006. Su misión es la astronomía infrarroja con un telescopio de 68 cm. Este es el primer estudio de todo el cielo desde la primera misión infrarroja IRAS en 1983. (Un nanosatelite de 3.6 kg llamado CUTE-1.7 también fue lanzado desde el mismo vehículo de lanzamiento).
JAXA también está realizando más I+D para aumentar el rendimiento de sus enfriadores mecánicos para su futura misión infrarroja, SPICA. Esto permitiría un lanzamiento en caliente sin helio líquido. SPICA tiene el mismo tamaño que la misión del Observatorio Espacial Herschel de la ESA, pero se planea que tenga una temperatura de solo 4.5 K y será mucho más frío. A diferencia de Akari, que tenía una órbita geocéntrica, SPICA se ubicará en Sol-Tierra: L2. Se espera el lanzamiento en 2027 o 2028 en el nuevo vehículo de lanzamiento H3 de JAXA, sin embargo, la misión aún no está totalmente financiada. La ESA y la NASA también pueden contribuir con un instrumento.

### Astronomía de rayos X
A partir de 1979 con Hakucho (CORSA-b), durante casi dos décadas, Japón había logrado la observación continua con sus satélites de observación de rayos X Hinotori, Tenma, Ginga y ASCA (ASTRO-A a D). Sin embargo, en el año 2000, el lanzamiento del quinto satélite de observación de rayos X de Japón, ASTRO-E falló (ya que falló en el lanzamiento, nunca recibió un nombre propio).
Luego, el 10 de julio de 2005, JAXA finalmente pudo lanzar una nueva misión de astronomía de rayos X llamada Suzaku (ASTRO-EII). Este lanzamiento fue importante para JAXA, porque en los cinco años transcurridos desde la falla del lanzamiento del satélite ASTRO-E original, Japón no tenía un telescopio de rayos X. Se incluyeron tres instrumentos en este satélite: un espectrómetro de rayos X (XRS), un espectrómetro de imágenes de rayos X (XIS) y un detector de rayos X duro (HXD). Sin embargo, el XRS quedó inoperable debido a un mal funcionamiento que provocó que el satélite perdiera su suministro de helio líquido.
La próxima misión de rayos X de JAXA es el Monitor de Imagen de Rayos X de Todo el Cielo (MAXI). MAXI monitorea continuamente los objetos astronómicos de rayos X a través de una amplia banda de energía (0.5 a 30 keV). MAXI está instalado en el módulo externo japonés de la EEI. El 17 de febrero de 2016, Hitomi (ASTRO-H) se lanzó como el sucesor de Suzaku, que completó su misión un año antes.

### Observación solar
La astronomía solar de Japón comenzó a principios de la década de 1980 con el lanzamiento de la misión de rayos X Hinotori (ASTRO-A). La nave espacial Hinode (SOLAR-B), la continuación de la nave espacial conjunta Japón/EE. UU./Reino Unido, Yohkoh (SOLAR-A), se lanzó el 23 de septiembre de 2006. Se puede esperar un SOLAR-C en algún momento después de 2020. Sin embargo, no se han elaborado más detalles que no se lanzarán con los antiguos cohetes Mu de ISAS. En cambio, un H-2A de Tanegashima podría lanzarlo. Como H-2A es más potente, SOLAR-C podría ser más pesado o estar estacionado en L1 (punto de Lagrange 1).

### Radioastronomía
En 1998, Japón lanzó la misión HALCA (MUSES-B), la primera nave espacial del mundo dedicada a realizar observaciones SPACE VLBI de púlsares, entre otros. Para hacerlo, ISAS estableció una red terrestre en todo el mundo a través de la cooperación internacional. La parte de observación de la misión duró hasta 2003 y el satélite fue retirado a fines de 2005. En el año fiscal 2006, Japón financió el ASTRO-G como la misión subsiguiente.

## Comunicación, posicionamiento y pruebas tecnológicas.
Una de las tareas principales del antiguo organismo NASDA era probar nuevas tecnologías espaciales, principalmente en el campo de la comunicación. El primer satélite de prueba fue ETS-I, lanzado en 1975. Sin embargo, durante la década de 1990 NASDA se vio afectado por problemas relacionados con las misiones ETS-VI y COMETS.
En febrero de 2018, JAXA anunció una colaboración de investigación con Sony para probar un sistema de comunicación láser desde el módulo Kibo a fines de 2018.
La prueba de las tecnologías de comunicación sigue siendo una de las tareas clave de JAXA en cooperación con NICT.
Misiones activas: INDEX, QZS-1, SLATS, QZS-2, QZS-3, QZS-4 En desarrollo:  ETS-IX Retiradas: OICETS, ETS-VIII, WINDS

### i-Space: ETS-VIII, WINDS y QZS-1
Para actualizar la tecnología de comunicación de Japón, el estado japonés lanzó la iniciativa i-Space con las misiones ETS-VIII y WINDS.
ETS-VIII se lanzó el 18 de diciembre de 2006. El propósito de ETS-VIII es probar equipos de comunicación con dos antenas muy grandes y una prueba de reloj atómico. El 26 de diciembre, ambas antenas se desplegaron con éxito. Esto no fue inesperado, ya que JAXA probó el mecanismo de despliegue antes con la Misión LDREX-2, que se lanzó el 14 de octubre con el Ariane 5 europeo. La prueba fue exitosa. La misión de WINDS (Kizuna) es crear la conexión a Internet por satélite más rápida del mundo. WINDS se lanzó en febrero de 2008.

### OICETS e ÍNDICE
El 24 de agosto de 2005, JAXA lanzó los satélites experimentales OICETS e INDEX en un cohete Dnepr ucraniano. OICETS (Kirari) es una misión encargada de probar enlaces ópticos con el satélite ARTEMIS de la Agencia Espacial Europea (ESA), que está a unos 40.000 km de distancia de OICETS. El experimento tuvo éxito el 9 de diciembre, cuando se pudo establecer el enlace. En marzo de 2006, JAXA pudo establecer con OICETS los primeros enlaces ópticos mundiales entre un satélite LEO y una estación terrestre, primero en Japón y en junio de 2006 con una estación móvil en Alemania.
INDEX (Reimei) es un pequeño satélite de 70 kg para probar varios equipos, y también funciona como una misión de observación de auroras. El satélite Reimei se encuentra actualmente en su fase de misión extendida.

## Programa de observación terrestre
Los primeros satélites de observación de la Tierra de Japón fueron MOS-1a y MOS-1b lanzados en 1987 y 1990. Durante la década de 1990 y el nuevo milenio, este programa fue objeto de fuertes incendios, porque los satélites Adeos (Midori) y Adeos 2 (Midori 2) fallaron después de solo diez meses en órbita.
Misiones activas: GOSAT, GCOM-W, ALOS-2, GCOM-C, GOSAT-2 En desarrollo:  ALOS-3 Retiradas: ALOS

### ALOS

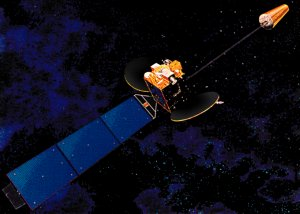
MTSAT-1

En enero de 2006, JAXA lanzó con éxito el Satélite avanzado de observación terrestre (ALOS/Daichi). La comunicación entre ALOS y la estación terrestre en Japón se realizará a través del satélite de retransmisión de datos Kodama, que se lanzó durante 2002. Este proyecto está bajo una intensa presión debido a la vida útil más corta de lo esperado de la Misión de Observación de la Tierra ADEOS II (Midori). Para las misiones que siguen a Daichi, JAXA optó por separarlo en un satélite de radar (ALOS-2) y un satélite óptico (ALOS-3). ALOS 2 SAR se lanzó en mayo de 2014.

### Observación de lluvia
Dado que Japón es una nación insular y es golpeado por tifones cada año, la investigación sobre la dinámica de la atmósfera es un tema muy importante. Por esta razón, Japón lanzó en 1997 el satélite TRMM (Misión de Medición de la Lluvia Tropical) en cooperación con la NASA, para observar las estaciones de lluvia tropical. Para una mayor investigación, NASDA había lanzado las misiones ADEOS y ADEOS II en 1996 y 2003. Sin embargo, ambos satélites tenían una vida útil mucho más corta de lo esperado.
El 28 de febrero de 2014, un cohete H-2A lanzó el Observatorio GPM Core, un satélite desarrollado conjuntamente por JAXA y la NASA. La misión GPM es la sucesora de la misión TRMM, que en el momento del lanzamiento de GPM había sido notada como altamente exitosa. JAXA proporcionó el instrumento de medición de precipitación global/radar de precipitación de doble frecuencia (GPM/DPR) para esta misión. Global Precipitation Measurement en sí es una constelación de satélites, mientras que el Observatorio GPM Core proporciona un nuevo estándar de calibración para otros satélites en la constelación. Otros países / agencias como Francia, India, ESA, etc. proporcionan los satélites secundarios. El objetivo de GPM es medir la precipitación global con detalles sin precedentes.

### Monitoreo de dióxido de carbono
A finales del año fiscal 2008, JAXA lanzó el satélite GOSAT (Satélite de observación de gases de efecto invernadero) para ayudar a los científicos a determinar y controlar la distribución de densidad del dióxido de carbono en la atmósfera. El satélite está siendo desarrollado conjuntamente por JAXA y el Ministerio de Medio Ambiente de Japón. JAXA está construyendo el satélite mientras el Ministerio está a cargo de los datos que se recopilarán. Dado que la cantidad de observatorios de dióxido de carbono terrestres no puede monitorear suficiente atmósfera del mundo y se distribuyen de manera desigual en todo el mundo, el GOSAT puede recopilar datos más precisos y llenar los vacíos en el mundo donde no hay observatorios en el suelo. También se están considerando sensores para el metano y otros gases de efecto invernadero para el satélite, aunque los planes aún no están finalizados. El satélite pesa aproximadamente 1650 kg y se espera que tenga una vida útil de cinco años.

### GCOM series
La siguiente misión de observación de la Tierra financiada después de GOSAT es el programa de observación de la Tierra GCOM (Global Change Observation Mission) como sucesor de ADEOS II (Midori) y la misión Aqua. Para reducir el riesgo y para un tiempo de observación más largo, la misión se dividirá en satélites más pequeños. En total, GCOM será una serie de seis satélites. El primer satélite, GCOM-W (Shizuku), se lanzó el 17 de mayo de 2012 con el H-IIA. El lanzamiento del segundo satélite, GCOM-C, está actualmente planificado para 2017.

## Satélites para otras agencias
Para la observación del clima, Japón lanzó en febrero de 2005 el satélite de transporte multifuncional 1R (MTSAT-1R). El éxito de este lanzamiento fue crítico para Japón, ya que el MTSAT-1 original no pudo ponerse en órbita debido a una falla de lanzamiento con el cohete H-2 en 1999. Desde entonces, Japón confió en el pronóstico del tiempo en un viejo satélite que era ya más allá de su período de vida útil y en los sistemas estadounidenses.
El 18 de febrero de 2006, JAXA, como jefe del H-IIA en este momento, lanzó con éxito el MTSAT-2 a bordo de un cohete H-2A. MTSAT-2 es la copia de seguridad del MTSAT-1R. El MTSAT-2 utiliza el bus satelital DS-2000 desarrollado por Mitsubishi Electric.  El DS-2000 también se utiliza para los satélites de comunicación DRTS Kodama, ETS-VIII y Superbird 7, lo que lo convierte en el primer éxito comercial para Japón.
Como misión secundaria, tanto el MTSAT-1R como el MTSAT-2 ayudan a dirigir el tráfico aéreo.

## Otros satélites de la JAXA actualmente en uso
- GEOTAIL satélite de observación de magnetosfera (desde 1992)
- DRTS (Kodama) Satélite de retransmisión de datos, desde 2002. (La vida útil prevista es de siete años)

Misiones conjuntas en curso con la NASA son el satélite de observación de la Tierra Aqua y el Global Precipitation Measurement (GPM). JAXA también proporcionó el telescopio de partículas ligeras (LPT) para el satélite Jason 2 2008 por el CNES francés. 
El 11 de mayo de 2018, JAXA lanzó el primer objeto del espacio exterior registrado por Kenia. El satélite 1KUNS-PF creado por la Universidad de Nairobi se lanzó desde el módulo japonés de la Estación Espacial Internacional.

## Misiones completadas
- ASTRO-H Misión de astronomía de rayos X 2016 (fallida)
- Tropical Rainfall Measuring Mission (TRMM) 1997-2015 (retirada)
- Akebono observación de auroras 1989–2015 (retirada)
- Suzaku astronomía de rayos X 2005-2015 (retirada)
- ALOS observación de la Tierra 2006-2011 (retirada)
- Akari, misión de astronomía infrarroja 2006–2011 (retirada)
- Hayabusa, misión de retorno con muestra de asteroides 2003-2010 (retirada)
- OICETS, demostración de tecnología 2005–2009 (retirada)
- SELENE, sonda lunar 2007–2009 (retirada)
- Micro Lab Sat 1, pequeña misión de ingeniería, lanzamiento 2002. (retirado el 27 de septiembre de 2006)
- HALCA, Space VLBI 1997–2005 (retirada)
- Nozomi, misión marciana 1998–2003 (retirada)
- MDS-1, demostración de tecnología 2002–2003 (retirada)
- ADEOS 2, (Midori 2) observación de la Tierra 2002–2003 (perdida)

## Misiones futuras

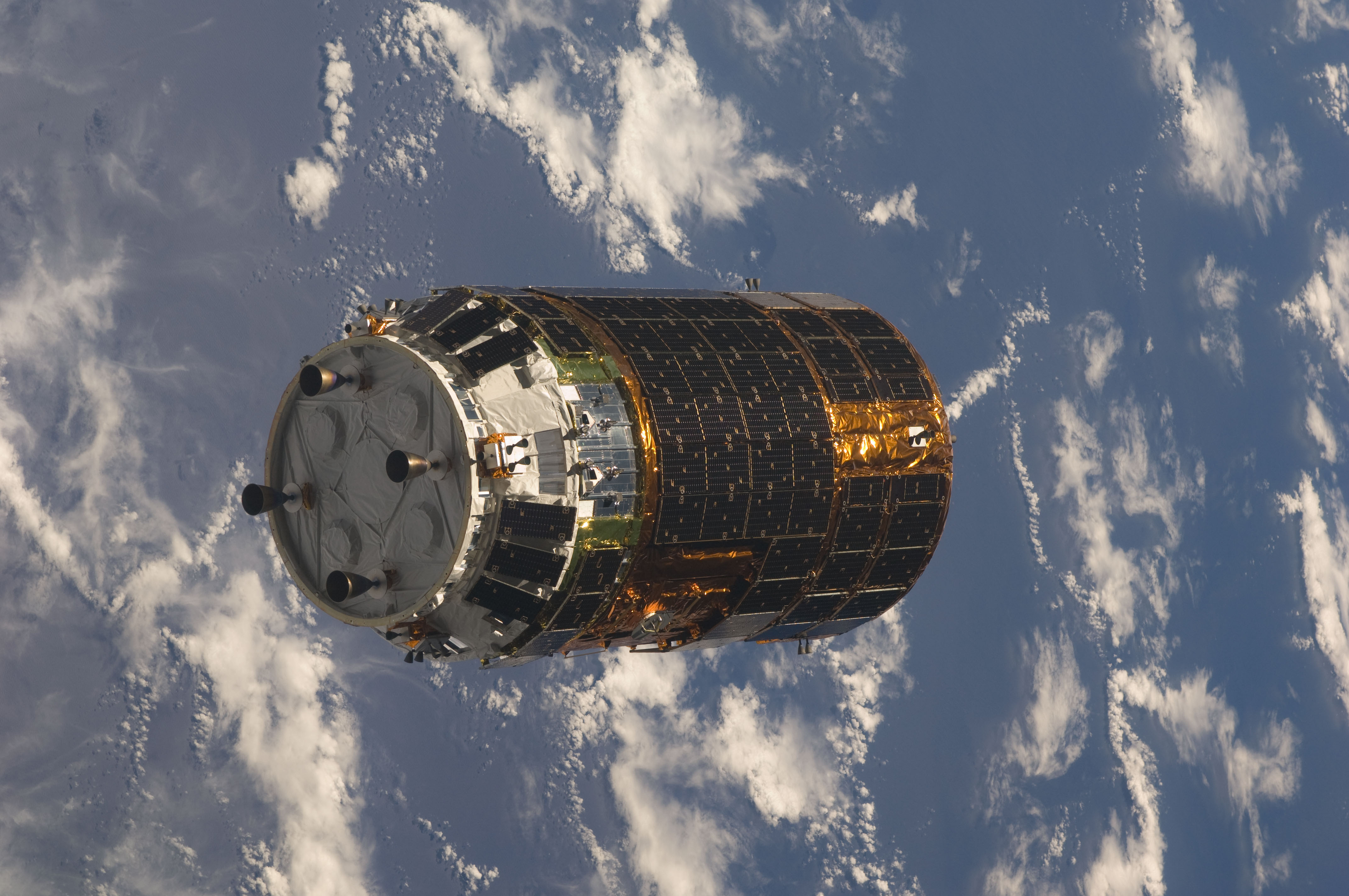
HTV-1

A medida que JAXA se alejó de los esfuerzos internacionales a partir de 2005, se están desarrollando planes para misiones espaciales independientes, como una misión tripulada a la Luna propuesta.

### Calendario de lanzamiento
El primer vuelo del H-IIB y el HTV ocurrió el 1 de septiembre de 2009. Después del primer vuelo, se programa un lanzamiento del HTV durante cada año fiscal hasta 2019. (Si no se menciona lo contrario, el vehículo de lanzamiento para las siguientes misiones es el H-IIA).

#### Año fiscal 2019
- Optical Data Relay satellite (Satélite de retransmisión de datos ópticos)[31]
- Advanced Optical satellite (Satélite óptico avanzado)[31]
- Nano-JASMINE

#### Año fiscal 2020
- Advanced Radar Satellite (Satélite de radar avanzado)[31]
- QZS-1 (sucesor)[32]

#### Año fiscal 2021
- XRISM
- SLIM, módulo de alunizaje
- HTV-X[32]

#### Año fiscal 2022
- DESTINY+, demostrador de tecnología a pequeña escala que también llevará a cabo la observación científica del asteroide 3200 Faetón
- IGS-7 (radar)[32]

- GOSAT-3[32]

#### Año fiscal 2023
- QZS-5[32]
- QZS-6[32]
- QZS-7[32]
- IGS-8 (óptico)[32]
- IGS-8 (radar)[32]

#### Año fiscal 2024
- MMX, teledetección de Deimos, muestra de retorno de Fobos

#### Año fiscal 2025
- IGS-9 (óptico)[32]

#### Año fiscal 2026
- LiteBIRD, una misión para estudiar la polarización CMB en modo B y la inflación cósmica basada en L2
- Small-JASMINE

#### Año fiscal 2028
- Comet Interceptor (Misión dirigida por la ESA, Japón proporciona una de las naves espaciales secundarias)

#### Otras misiones
Para la misión 2022 ESA EarthCARE, JAXA proporcionará el sistema de radar en el satélite. JAXA proporcionará el Sensor de Electrones Aurorales (AES) para el FORMOSAT-5 taiwanés.
- XEUS: telescopio de rayos X conjunto con ESA, originalmente planeado para su lanzamiento después de 2015. Cancelado y reemplazado por ATHENA.

### Propuestas
- Human Lunar Systems, estudio conceptual del sistema en el futuro puesto avanzado lunar humano
- JASMINE, una serie de telescopios astrométricos similares a la misión Gaia pero que operan en el infrarrojo (2,2 µm) y apuntan específicamente al plano y centro galáctico, donde los resultados de Gaia se ven afectados por la absorción de polvo.
- OKEANOS, una misión a Júpiter y asteroides troyanos utilizando «propulsión híbrida» de velas solares y motores de iones
- SPICA, un telescopio infrarrojo de 2.5 metros para ser colocado en L2
- FORCE,[34] observación de rayos X dura a pequeña escala con alta sensibilidad
- DIOS, misión de observación de rayos X a pequeña escala para examinar el medio intergaláctico cálido-caliente
- ENFOQUE, misión de penetración lunar a pequeña escala
- HiZ-GUNDAM, misión de observación de explosión de rayos gamma a pequeña escala
- EUVST, observación solar
- B-DECIGO, misión de prueba de observación de ondas de gravedad
- SELENE-R, una misión de alunizaje
- Hayabusa Mk2/Marco Polo
- Space Solar Power System (SSPS), lanzamiento del prototipo de energía solar basada en el espacio en 2020, con el objetivo de un sistema de potencia total en 2030[35]

## Programa espacial tripulado

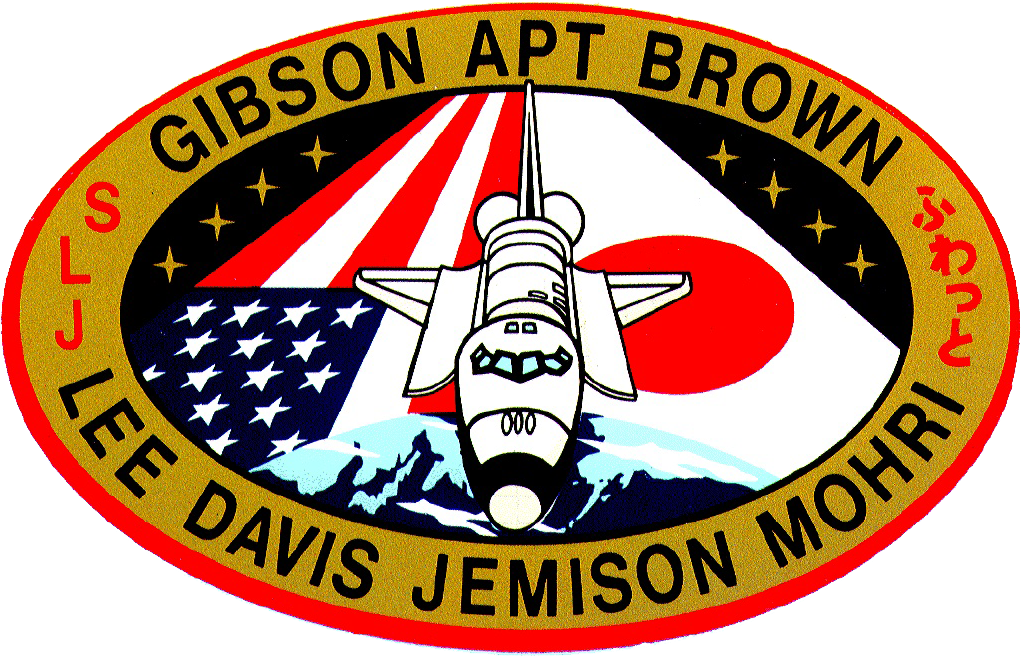
El vuelo del transbordador Spacelab-J, financiado por Japón, incluyó varias toneladas de equipos de investigación científica japoneses.

Japón tiene diez astronautas, pero aún no ha desarrollado su propia nave espacial tripulada y actualmente no está desarrollando una oficialmente. El proyecto HOPE-X del transbordador espacial potencialmente tripulado, lanzado por el lanzador espacial convencional H-II, se desarrolló durante varios años (incluidos los vuelos de prueba de los prototipos HYFLEX/OREX), pero fue pospuesto. La cápsula tripulada más simple Fuji fue propuesta pero no adoptada. También existen proyectos para la puesta en órbita de una sola etapa, el despegue horizontal, el vehículo de lanzamiento reutilizable y los ASSTS de aterrizaje y el despegue y aterrizaje vertical Kankoh-maru, pero no se han adoptado.
El primer ciudadano japonés en volar en el espacio fue Toyohiro Akiyama, un periodista patrocinado por TBS, que voló en el Soyuz TM-11 soviético en diciembre de 1990. Pasó más de siete días en el espacio en la estación espacial Mir, en lo que los soviéticos llamaron su primer vuelo espacial comercial que les permitió ganar $14 millones.
Japón participa en programas espaciales tripulados estadounidenses e internacionales, incluidos vuelos de astronautas japoneses en la nave espacial rusa Soyuz a la EEI. Una misión del transbordador espacial (STS-47) en septiembre de 1992 fue parcialmente financiada por Japón. Este vuelo incluyó al primer astronauta en el espacio de JAXA, Mamoru Mohri, como especialista en carga útil para Spacelab-J, uno de los módulos Spacelab construidos en Europa. Esta misión también fue designada Japón.

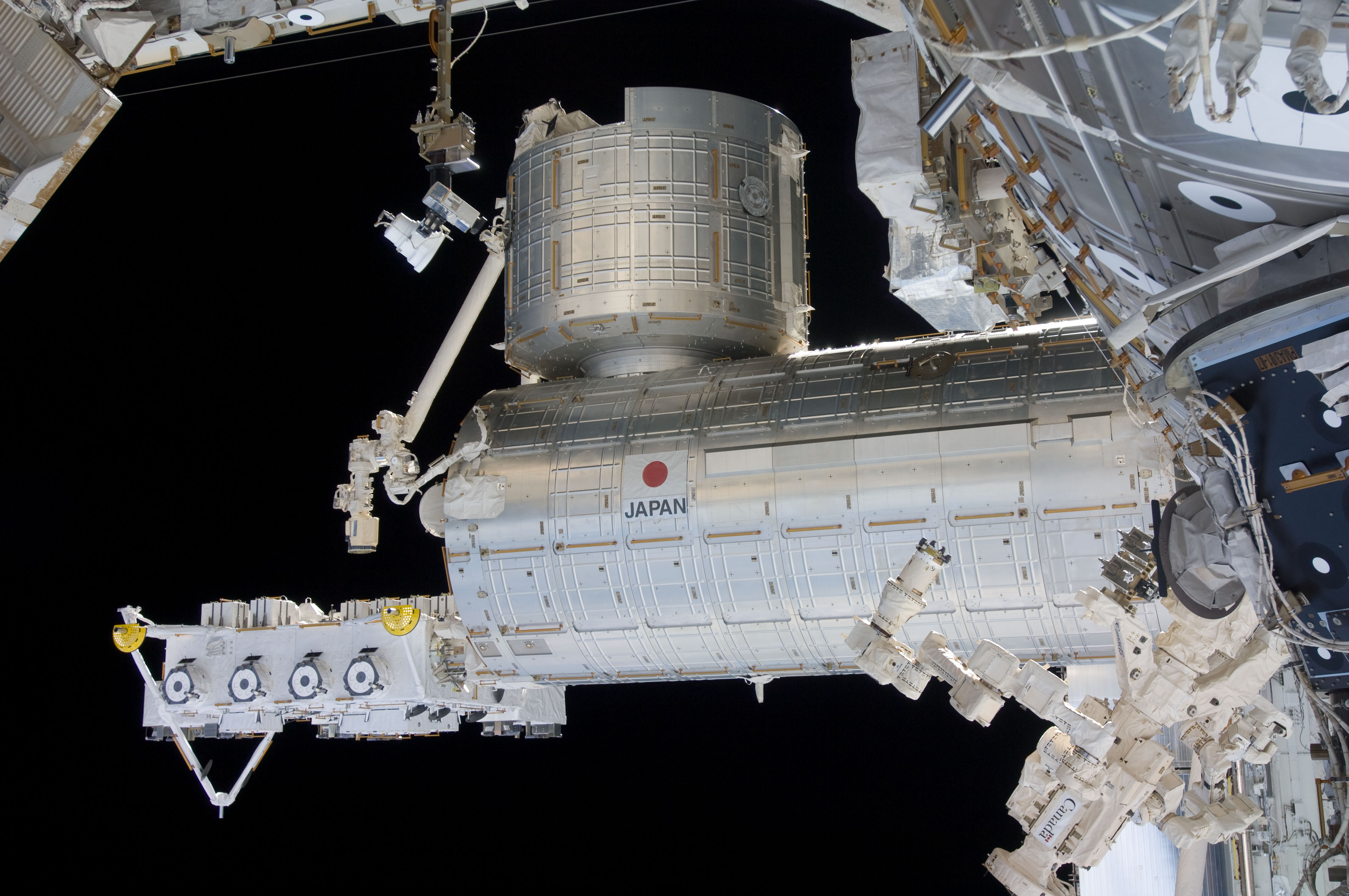
Una vista del módulo Kibo completado.

Otras tres misiones del transbordador espacial de la NASA (STS-123, STS-124, STS-127) en 2008–2009 entregaron partes de Kibo, módulo espacial japonés construido para la EEI.
Los planes japoneses para un aterrizaje lunar tripulado estaban en desarrollo, pero se archivaron a principios de 2010 debido a limitaciones presupuestarias.
En junio de 2014, el Ministerio de Ciencia y Tecnología de Japón dijo que estaba considerando una misión espacial a Marte. En un documento del ministerio indicó que la exploración no tripulada, las misiones tripuladas a Marte y el asentamiento a largo plazo en la Luna eran objetivos, para los cuales se buscaría la cooperación y el apoyo internacional.
El 18 de octubre de 2017, el descubrimiento japonés de un «túnel» debajo de la superficie de la Luna llevó a un comunicado de prensa. El túnel parece adecuado como lugar para una base de operaciones para misiones espaciales tripuladas pacíficas, según JAXA.

## Desarrollo de aviones supersónicos
Además de los cohetes H-IIA/B y Epsilon, JAXA también está desarrollando tecnología para un transporte supersónico de próxima generación que podría convertirse en el reemplazo comercial del Concorde. El objetivo del diseño del proyecto (nombre de trabajo Next Generation Supersonic Transport) es desarrollar un avión que pueda transportar 300 pasajeros en Mach 2. Un modelo de subescala del avión se sometió a pruebas aerodinámicas en septiembre y octubre de 2005 en Australia.
En 2015, JAXA realizó pruebas destinadas a reducir los efectos del vuelo sónico bajo el programa D-SEND. El éxito económico de un proyecto de este tipo aún no está claro, y como consecuencia, el proyecto ha recibido un interés limitado de compañías aeroespaciales japonesas como Mitsubishi Heavy Industries hasta el momento.

## Vehículos de lanzamiento reutilizables
Hasta 2003, JAXA (ISAS) realizó una investigación sobre un vehículo de lanzamiento reutilizable bajo el proyecto de Pruebas de Vehículos Reutilizables (RVT).